# Chauffour-lès-Étréchy
Chauffour-lès-Étréchy is een gemeente in het Franse departement Essonne (regio Île-de-France) en telt 119 inwoners (1999). De plaats maakt deel uit van het arrondissement Étampes.

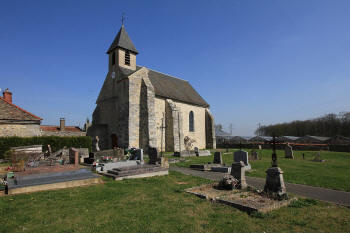
Kerk van Chauffour-lès-Étréchy
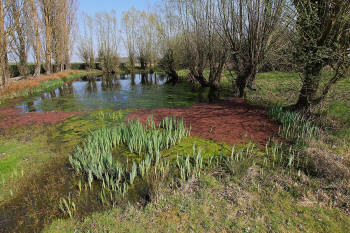
Mare Darblay
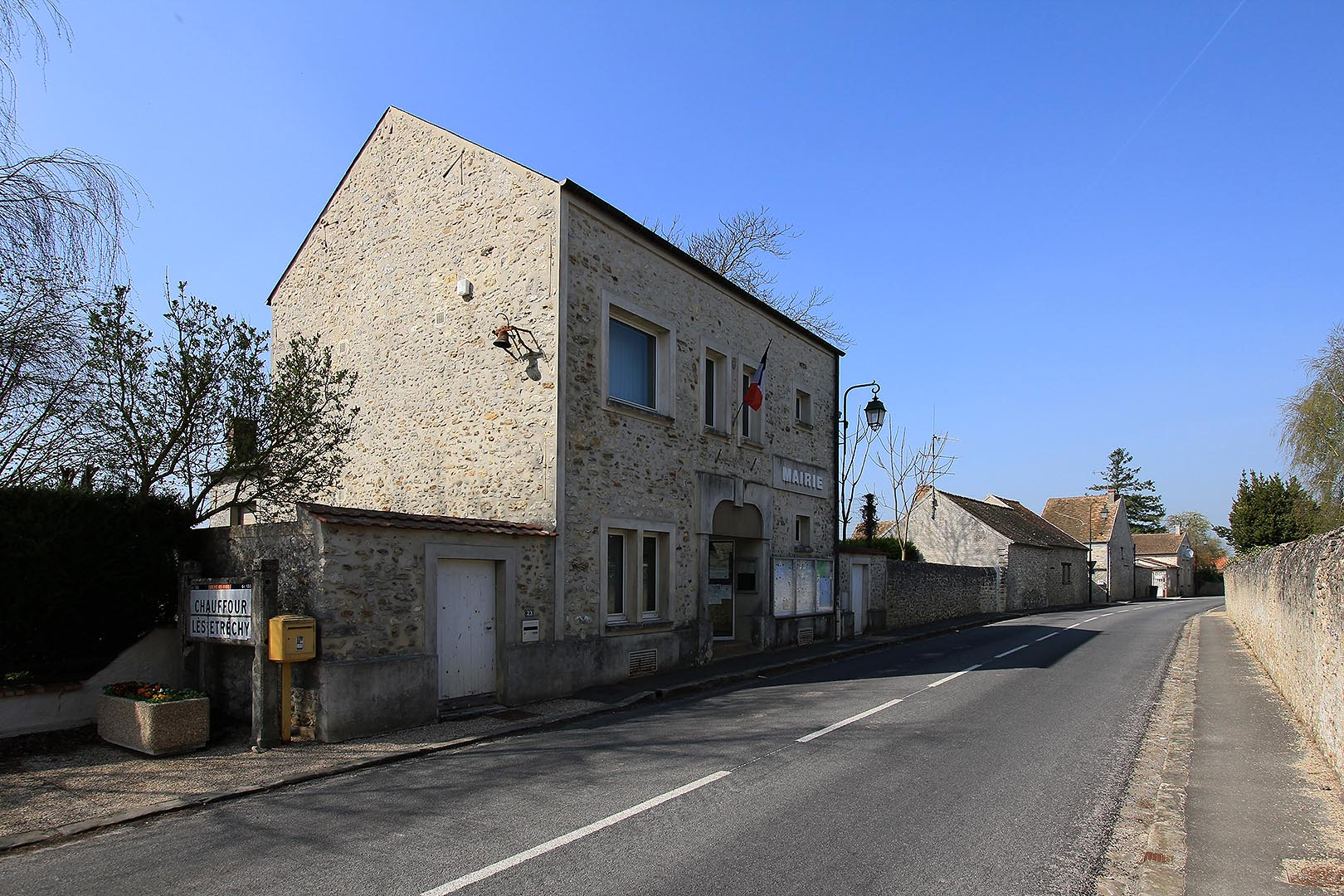
Gemeentehuis

## Geografie
De oppervlakte van Chauffour-lès-Étréchy bedraagt 4,7 km², de bevolkingsdichtheid is 25,3 inwoners per km².
De onderstaande kaart toont de ligging van Chauffour-lès-Étréchy met de belangrijkste infrastructuur en aangrenzende gemeenten.

## Demografie
Onderstaande figuur toont het verloop van het inwonertal (bron: INSEE-tellingen).